# Bârzulești, Bacău
Bârzulești este un sat în comuna Sănduleni din județul Bacău, Moldova, România.